# Cans et Cévennes
Pour les articles homonymes, voir Cans.
Cans et Cévennes est une commune française, située dans le département de la Lozère en région Occitanie.
De statut administratif commune nouvelle, elle est issue du regroupement le 1er janvier 2016 des deux communes de Saint-Julien-d'Arpaon et Saint-Laurent-de-Trèves.

## Géographie
Il y a deux villages, à savoir Saint-Laurent-de-Trèves et Saint-Julien-d'Arpaon, deux localités rurales des Cévennes lozériennes. ces villages sont situés à proximité de Florac, l'unique sous-préfecture du département (environ 2 000 habitants).
Saint-Laurent-de-Trèves est entre Florac et Meyrueis. Ce village compte environ 170 habitants. On y trouve une mairie, une salle des expositions, des fermes et des maisons anciennes. L'église (église Saint-Laurent) et le temple ne servent plus au culte : l'église sert de salle des expositions et le temple de mairie.
Saint-Julien d'Arpaon compte une petite centaine d'habitants. Cette  localité rurale des Cévennes possède aussi un temple et une église délabrée(église Saint-Julien) ainsi que des maisons anciennes au pied d'un  château en ruines.

### Communes limitrophes
Les communes limitrophes sont Vebron, Barre-des-Cévennes, Florac Trois Rivières, Cassagnas et Pont de Montvert - Sud Mont Lozère.
|        | Florac Trois Rivières | Pont de Montvert - Sud Mont Lozère |
| Vebron | Cans et Cévennes      | Cassagnas                          |
|        | Barre-des-Cévennes    |                                    |

### Climat
Pour des articles plus généraux, voir Climat de l'Occitanie et Climat de la Lozère.
En 2010, le climat de la commune est de type climat des marges montargnardes, selon une étude s'appuyant sur une série de données couvrant la période 1971-2000. En 2020, Météo-France publie une typologie des climats de la France métropolitaine dans laquelle la commune est exposée à un climat de montagne ou de marges de montagne et est dans la région climatique Sud-est du Massif Central, caractérisée par une pluviométrie annuelle de 1 000 à 1 500 mm, minimale en été, maximale en automne.
Pour la période 1971-2000, la température annuelle moyenne est de 9,5 °C, avec une amplitude thermique annuelle de 15,9 °C. Le cumul annuel moyen de précipitations est de 1 372 mm, avec 9,9 jours de précipitations en janvier et 5,3 jours en juillet. Pour la période 1991-2020, la température moyenne annuelle observée sur la station météorologique la plus proche, située sur la commune de Florac Trois Rivières à 6 km à vol d'oiseau, est de 11,3 °C et le cumul annuel moyen de précipitations est de 1 116,8 mm,. Pour l'avenir, les paramètres climatiques de la commune estimés pour 2050 selon différents scénarios d'émission de gaz à effet de serre sont consultables sur un site dédié publié par Météo-France en novembre 2022.

## Urbanisme

### Typologie
Au 1er janvier 2024, Cans et Cévennes est catégorisée commune rurale à habitat très dispersé, selon la nouvelle grille communale de densité à sept niveaux définie par l'Insee en 2022.
Elle est située hors unité urbaine et hors attraction des villes,.

### Risques majeurs
Le territoire de la commune de Cans et Cévennes est vulnérable à différents aléas naturels : météorologiques (tempête, orage, neige, grand froid, canicule ou sécheresse), inondations, feux de forêts, mouvements de terrains et séisme (sismicité faible). Il est également exposé à un risque technologique,  le transport de matières dangereuses, et à un risque particulier : le risque de radon. Un site publié par le BRGM permet d'évaluer simplement et rapidement les risques d'un bien localisé soit par son adresse soit par le numéro de sa parcelle.

#### Risques naturels
Certaines parties du territoire communal sont susceptibles d’être affectées par le risque d’inondation par débordement de cours d'eau, notamment le Tarnon, la Mimente et le ruisseau de Malzac. La commune a été reconnue en état de catastrophe naturelle au titre des dommages causés par les inondations et coulées de boue survenues en 1982, 1992, 1994, 2003, 2011 et 2020,.
Cans et Cévennes est exposée au risque de feu de forêt. Un plan départemental de protection des forêts contre les incendies (PDPFCI) a été approuvé en décembre 2014 pour la période 2014-2023. Les mesures individuelles de prévention contre les incendies sont précisées par divers arrêtés préfectoraux et s’appliquent dans les zones exposées aux incendies de forêt et à moins de 200 mètres de celles-ci. L’arrêté du 23 mars 2018, complété par un arrêté de 2020, réglemente l'emploi du feu en interdisant notamment d’apporter du feu, de fumer et de jeter des mégots de cigarette dans les espaces sensibles et sur les voies qui les traversent sous peine de sanctions. L'arrêté du 23 août 2021, abrogeant un arrêté de 2002, rend le débroussaillement obligatoire, incombant au propriétaire ou ayant droit,,.

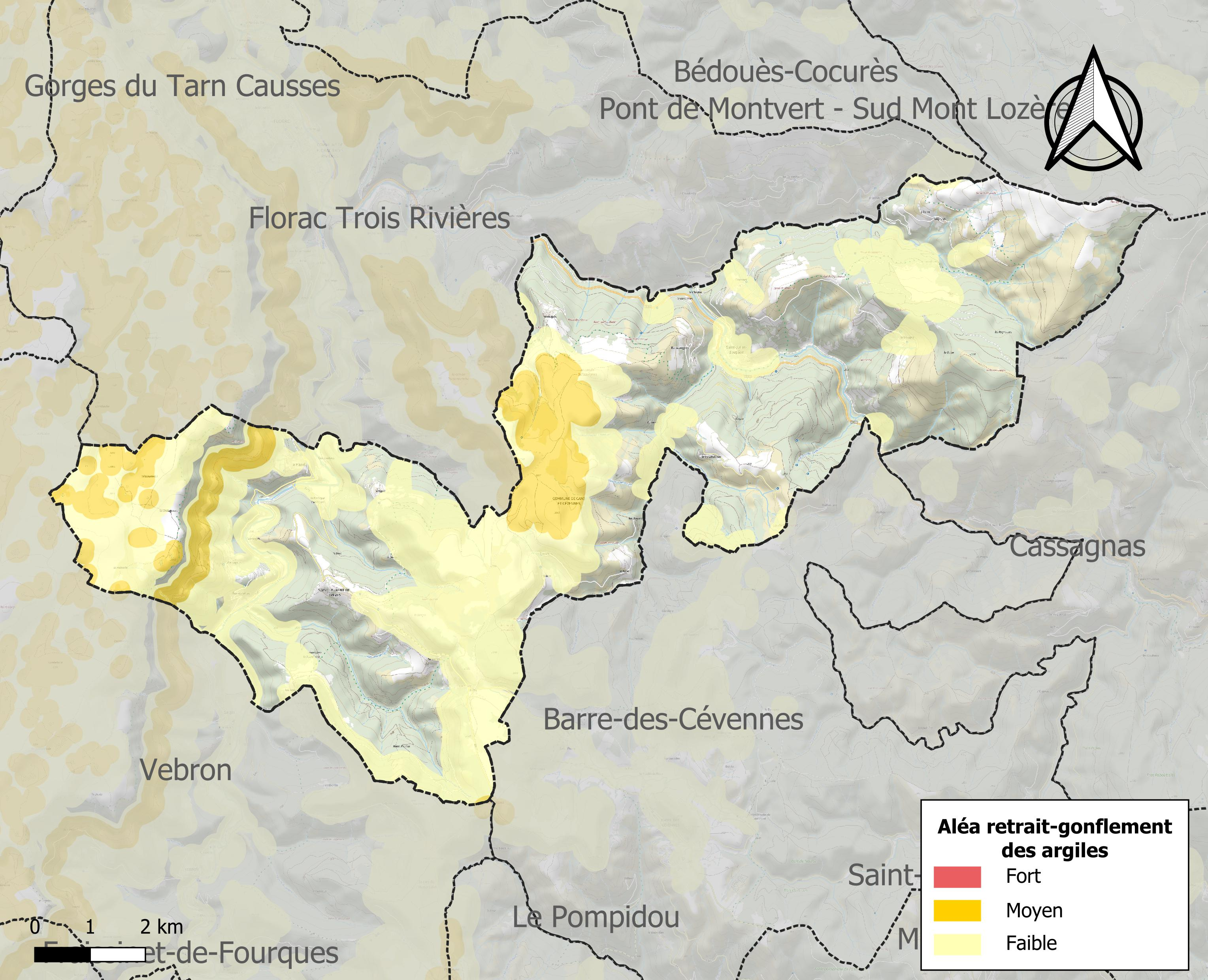
Carte des zones d'aléa retrait-gonflement des sols argileux de Cans et Cévennes.

Les mouvements de terrains susceptibles de se produire sur la commune sont des affaissements et effondrements liés aux cavités souterraines (hors mines), des éboulements, chutes de pierres et de blocs, des glissements de terrain et des tassements différentiels. Par ailleurs, afin de mieux appréhender le risque d’affaissement de terrain, l'inventaire national des cavités souterraines permet de localiser celles situées sur la commune.
Le retrait-gonflement des sols argileux est susceptible d'engendrer des dommages importants aux bâtiments en cas d’alternance de périodes de sécheresse et de pluie. 9,2 % de la superficie communale est en aléa moyen ou fort (15,8 % au niveau départemental et 48,5 % au niveau national). Sur les 251 bâtiments dénombrés sur la commune en 2019,  aucun n'est en aléa moyen ou fort, à comparer aux 14 % au niveau départemental et 54 % au niveau national. Une cartographie de l'exposition du territoire national au retrait gonflement des sols argileux est disponible sur le site du BRGM,.
Par ailleurs, afin de mieux appréhender le risque d’affaissement de terrain, l'inventaire national des cavités souterraines permet de localiser celles situées sur la commune.

#### Risques technologiques
Le risque de transport de matières dangereuses sur la commune est lié à sa traversée par des infrastructures routières ou ferroviaires importantes ou la présence d'une canalisation de transport d'hydrocarbures. Un accident se produisant sur de telles infrastructures est susceptible d’avoir des effets graves sur les biens, les personnes ou l'environnement, selon la nature du matériau transporté. Des dispositions d’urbanisme peuvent être préconisées en conséquence.

#### Risque particulier
Dans plusieurs parties du territoire national, le radon, accumulé dans certains logements ou autres locaux, peut constituer une source significative d’exposition de la population aux rayonnements ionisants. Certaines communes du département sont concernées par le risque radon à un niveau plus ou moins élevé. Selon la classification de 2018, la commune de Cans et Cévennes est classée en zone 3, à savoir zone à potentiel radon significatif.

## Toponymie
La Can (singulier de Cans) est un terme issu du bas latin calma (« croupe élevée ») désignant un petit plateau de calcaire délimité par des vallées, correspondant à un tout petit causse en placage sur le socle hercynien constitué de schiste,.

## Histoire
Créée par un arrêté préfectoral du 2 décembre 2015, modifié le 15 décembre 2015, elle est issue du regroupement des deux communes de Saint-Julien-d'Arpaon et Saint-Laurent-de-Trèves qui deviennent des communes déléguées. Son chef-lieu est fixé à Saint-Laurent-de-Trèves,.

## Politique et administration

### Liste des maires
| Période | Période  | Identité      | Étiquette | Qualité                                              |
| ------- | -------- | ------------- | --------- | ---------------------------------------------------- |
| 2016    | En cours | Henri Couderc | PS        | Fonctionnaire président de la communauté de communes |

Jusqu'aux élections municipales de 2020, le conseil municipal de la commune nouvelle était constitué de l'ensemble des conseillers municipaux des anciennes communes.

## Économie

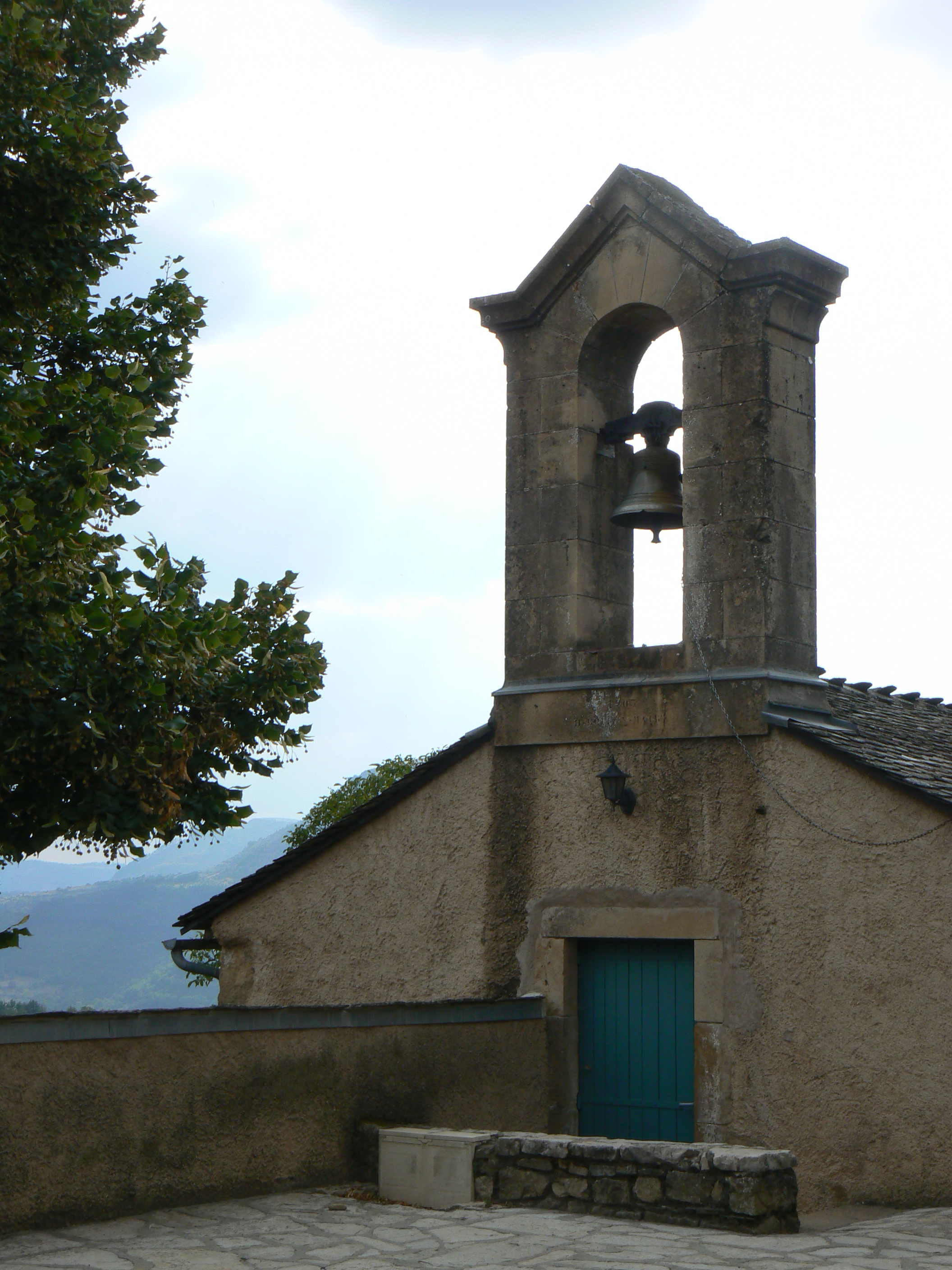
Temple protestant de la commune de Saint-Laurent-de-Trèves en Lozère.

### Communes déléguées
| Nom                             | Code Insee | Intercommunalité       | Superficie (km2) | Population (dernière pop. légale) | Densité (hab./km2) |
| ------------------------------- | ---------- | ---------------------- | ---------------- | --------------------------------- | ------------------ |
| Saint-Laurent-de-Trèves (siège) | 48P07      | CC Florac - Sud Lozère | 23,09            |                                   |                    |
| Saint-Julien-d'Arpaon           | 48162      | CC Florac - Sud Lozère | 20,72            |                                   |                    |

## Population et société

### Démographie
L'évolution du nombre d'habitants est connue à travers les recensements de la population effectués dans la commune depuis sa création.

En 2022, la commune comptait 288 habitants, en évolution de +2,86 % par rapport à 2016 (Lozère : +0,11 %, France hors Mayotte : +2,11 %).
| 2014 | 2019 | 2022 |
| ---- | ---- | ---- |
| 282  | 289  | 288  |

## Culture locale et patrimoine

### Lieux et monuments
- Église Saint-Laurent de Saint-Laurent-de-Trèves.
- Temple protestant de Saint-Julien-d'Arpaon.

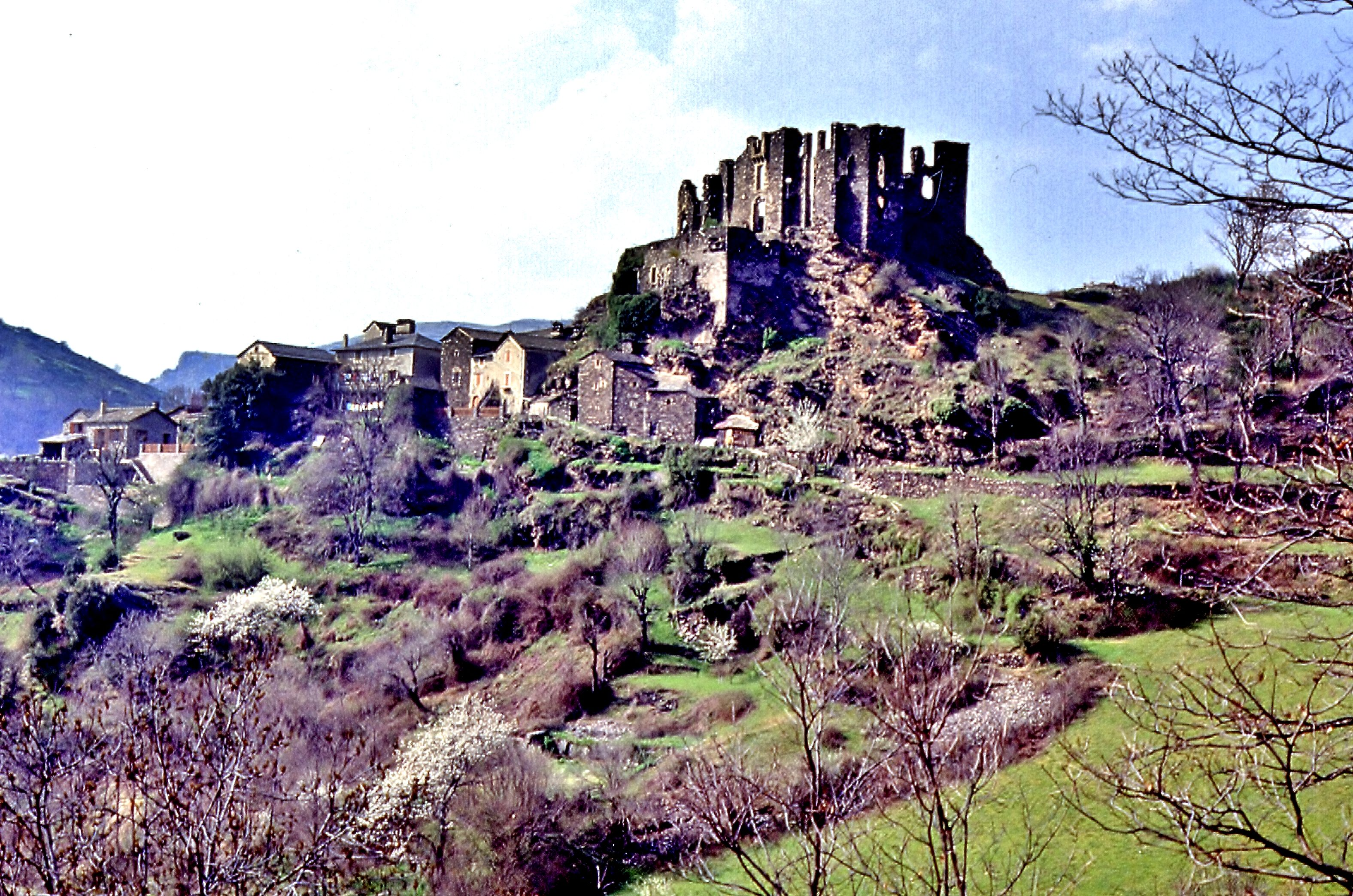
Hameau et ruines du château d'Arpaon.

- Temple protestant de Saint-Laurent-de-Trèves.

### Personnalités liées à la commune
Saint-Laurent-de-Tréves est le lieu d'origine revendiqué de la famille de Tonantius Ferreolus (préfet) , Préfet du prétoire des Gaules de 451 à 453, lui même revendiqué comme ancêtre par la famille des Étichonides, ducs d'Alsace, et de nombreuses familles alliées.